# PLY (formato di file)
PLY (Polygon File Format) è un formato di file, testuale o binario, per la definizione di oggetti 3D.
Il formato PLY è uno dei formati usati nell'ambito della stampa 3D.